# Cirsium aduncum
Cirsium aduncum là một loài thực vật có hoa trong họ Cúc. Loài này được Fisch. & C.A.Mey. ex DC. mô tả khoa học đầu tiên.